# Série 9020 da CP

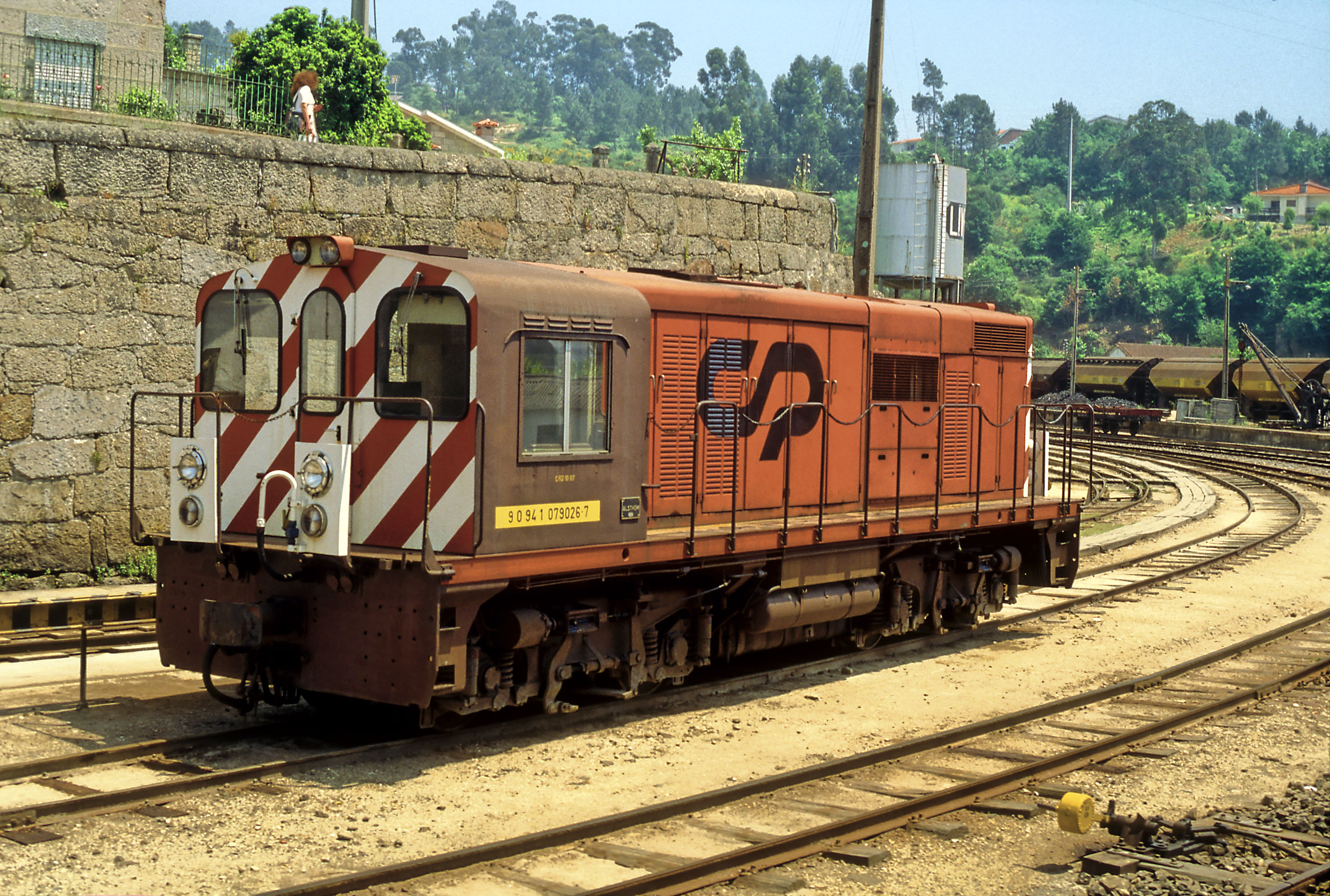
Locomotiva da Série 9020, na Estação Ferroviária de Livração.

 A Série 9020 refere-se a um tipo de locomotiva a tracção diesel eléctrica, que foi utilizada pela operadora Caminhos de Ferro Portugueses nas Linhas do Porto à Póvoa e Famalicão, Corgo, Tua e Guimarães.

## História

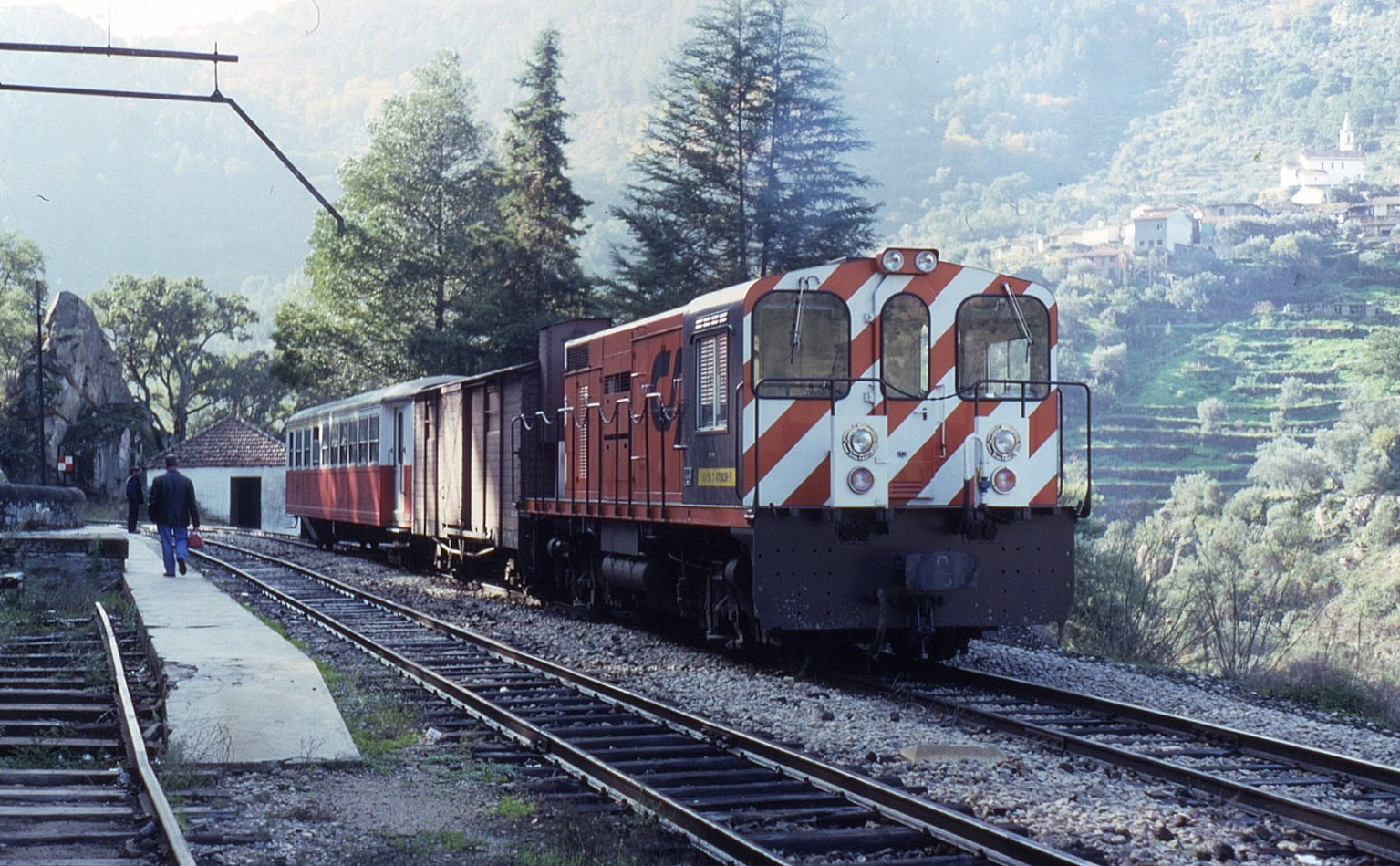
Locomotiva CP 9030 em Santa Luzia, no serviço Tua-Mirandela, em novembro de 1993.

Um dos principais motivos para a operadora Caminhos de Ferro Portugueses ter adquirido estas locomotivas prendeu-se com a circunstância de já possuir ao serviço várias motoras da Série 9000, da mesma construtora Alsthom, de características semelhantes. Entraram todas ao serviço em 1976, assumindo os números 9021 a 9031. Para o seu transporte desde Irun, em Espanha, até território Português, foram colocados, nestas locomotivas, bogies de via ibérica, cujos furos de fixação ainda podem ser encontrados nas pontas destas unidades, junto aos engates. Portugal foi o primeiro país na Europa a utilizar estas locomotivas, do tipo AD12B. Devido aos bons resultados desta série, a operadora espanhola Ferrocarriles de Vía Estrecha encomendou à Alsthom um modelo semelhante, mas de maior potência, o AD16B, que iria constituir a Série 1600 desta companhia. Outras diferenças da versão espanhola em relação à sua congénere portuguesa foram os equipamentos eléctricos, que foram melhorados, as dimensões, ligeiramente superiores, e a sua estética.
As locomotivas da Série 9020 rebocaram composições entre a estação de Porto-Trindade até à Póvoa, na Linha do Porto à Póvoa e Famalicão, e até Fafe, na Linha de Guimarães, e em toda a extensão das Linhas do Tua e Corgo. Em Maio de 1977, a revista Rail Magazine noticiou que já tinham entrado ao serviço três destas locomotivas nos serviços suburbanos do Porto, no âmbito de um programa da operadora Caminhos de Ferro Portugueses para modernizar a frota de via métrica do Porto, que deveria passar a ser composta exclusivamente com material a gasóleo.

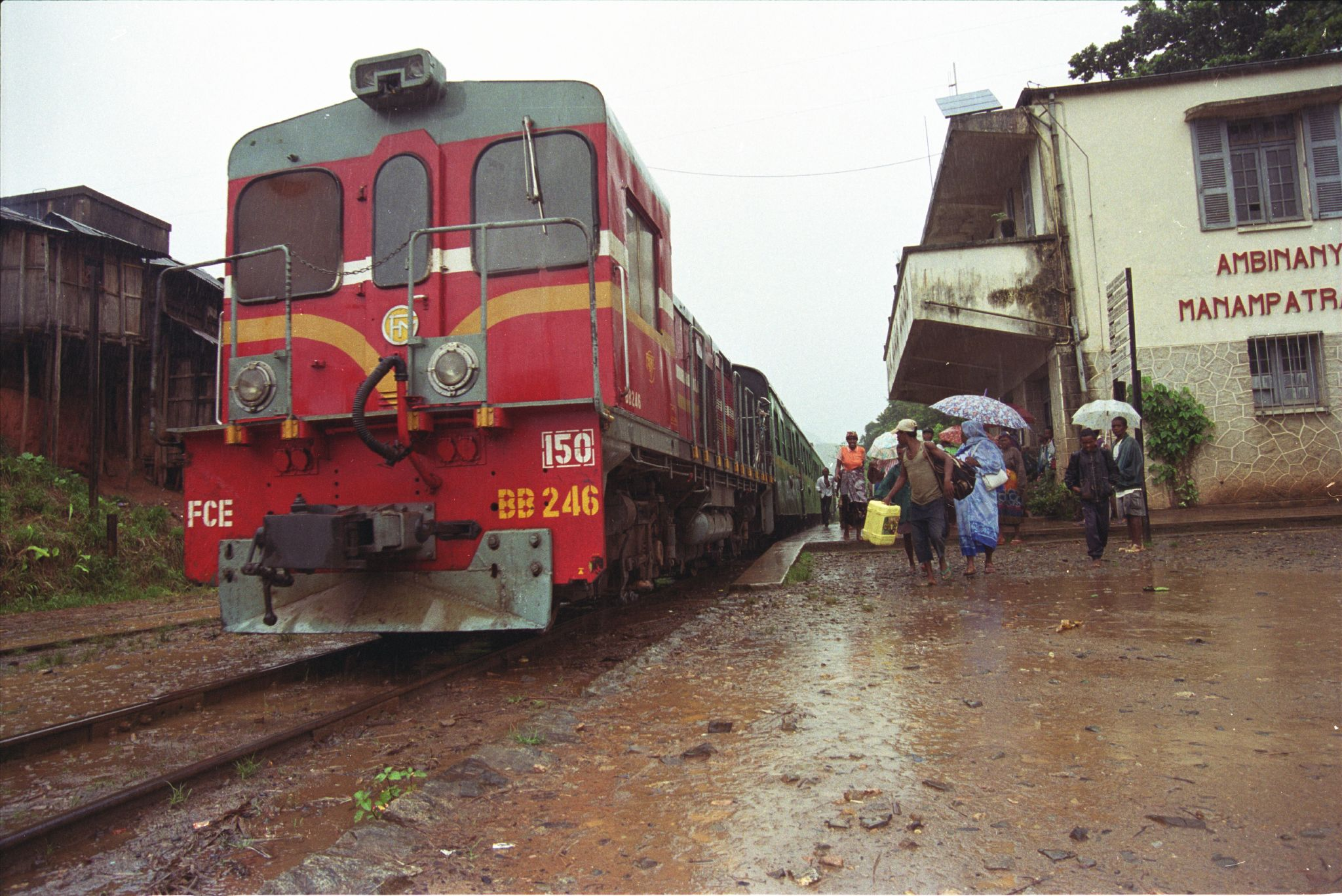
Locomotiva ex-CP série 9020 em Madagáscar, renumerada BB246.

## Ficha técnica

### Características de exploração
- Entrada ao serviço: 1976[5]
- Número de unidades: 11 (Números 9021 a 9031)[2]
- Fabricante: Alsthom[1]
- Tipo de locomotiva (construtor): AD12B (Alsthom Diesel de 12 cilindros com bogies de 2 eixos) [1]

### Dados gerais
- Bitola de Via: 1000 mm[5]
- Disposição dos rodados: Bo' Bo'[5]
- Tipo de tracção: Gasóleo (diesel) eléctrica[5]

### Motores de tracção
- Potência total: 620 kW[5]
- Esforço de tracção: 620 kW[5]
- Tipo: MGO V12[1]
- Fabricante: Société Alsacienne de Constructions Mécaniques[1]

### Características de funcionamento
- Velocidade máxima: 70 km/h [5]